# Castillo de San Juan de las Águilas
Castillo de San Juan de las Águilas är ett slott i Spanien.   Det ligger i provinsen Murcia och regionen Murcia, i den sydöstra delen av landet, 400 km sydost om huvudstaden Madrid. Castillo de San Juan de las Águilas ligger 45 meter över havet.
Terrängen runt Castillo de San Juan de las Águilas är kuperad norrut, men åt sydväst är den platt. Havet är nära Castillo de San Juan de las Águilas åt sydost.  Närmaste större samhälle är Águilas, 0,60 km nordväst om Castillo de San Juan de las Águilas. 